# Vsevolod Solovjov
Vsevolod Sergejevitj Solovjov (ryska: Всеволод Сергеевич Соловьёв) född den 1 januari 1849, död den 20 oktober 1903, var en rysk romanförfattare, son till Sergej Solovjov, bror till Vladimir Solovjov. 
Solovjov, som var ämbetsman i kansliet, började med lyriska dikter, men övergick  snart  till  den historiska romanen: Knjazjna Ostrozjskaja (1876), Tsar djevitsa (1878), Velikij Rosenkreuzer (1890), Zjenich tsarevny (1893) med flera, på sin tid mycket populära, men tämligen dilettantiska. 
Tillsammans med Nikolaj Gneditj utgav  han den  illustrerade tidskriften "Sever". Hans samlade arbeten utgavs 1887 i 7 delar. I svensk översättning kom "Det gamla huset" (1889) och "En ung adelsmans äfventyr" (1911).